# Gesellschaft für Fleischfressende Pflanzen
Die Gesellschaft für Fleischfressende Pflanzen im deutschsprachigen Raum e. V., abgekürzt G.F.P., ist eine in Düsseldorf eingetragene Pflanzengesellschaft, die sich die Kultur, Erforschung und den Schutz der Pflanzengruppe der Fleischfressenden Pflanzen zum Ziel gemacht hat. Sie wurde im Jahr 1984 von rund 20 Pflanzenliebhabern unter der Leitung von Rolf-Diether Gotthardt in Mannheim gegründet und ist als gemeinnütziger Verein anerkannt.

## Mitglieder
Die G.F.P. hat mehr als 900 Mitglieder (Stand August 2018), schwerpunktmäßig aus dem deutschsprachigen Raum, darunter neben Privatpersonen auch Institute und botanische Gärten aus aller Welt. Diese treffen sich einmal im Jahr zu ihrer Jahreshauptversammlung.

## Ziele und Projekte
Die G.F.P. veröffentlicht neben vereinsinternen Schriften (Jahrbuch, Rundbrief) regelmäßig „Das Taublatt“ mit Inhalten über karnivore Pflanzen von teils wissenschaftlichem Anspruch und tritt als Gastgeberin nationaler, europäischer und internationaler Tagungen und Versammlungen in Erscheinung. Weiterhin veranstaltet die G.F.P. Ausstellungen bei ihren Mitgliedern. Im Jahre 2001 erwarb sie eine Moorfläche, die in Zusammenarbeit mit dem Naturschutzbund Deutschland (NABU) zur Bewahrung der heimischen Arten gepflegt wird. Das Schul- und Bildungsteam der G.F.P. unterstützt Schulen bei ihren Schulgärten.